# سعید بهادری
سعید بهادری سیاست‌مدار ایرانی بود، که در  دوره بیست و سوم  به‌عنوان نمایندۀ سرآب در مجلس شورای ملی حضور داشت.